# Dasyhesma dilata
Dasyhesma dilata är en biart som beskrevs av Exley 2004. Dasyhesma dilata ingår i släktet Dasyhesma och familjen korttungebin. Inga underarter finns listade i Catalogue of Life.

## Bildgalleri

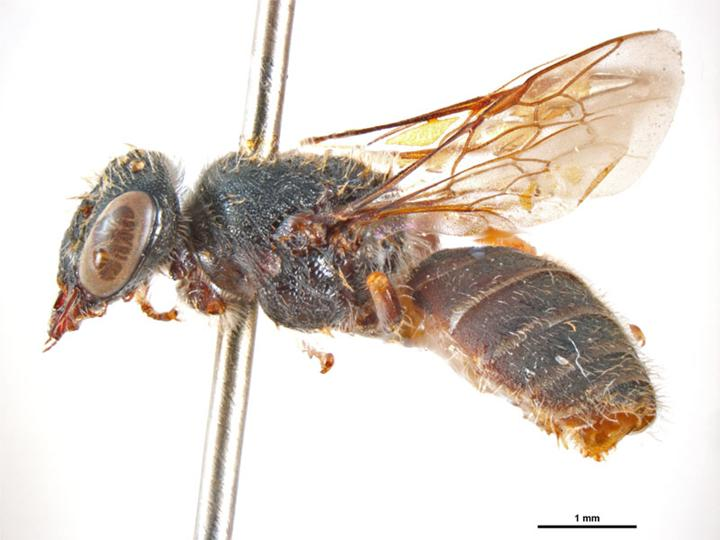